# اريك غيليز
اريك غيليز هو راقص على الجليد كندي، ولد في 19 أغسطس 1952.

## وصلات خارجية
- اريك غيليز على موقع أوليمبيديا (الإنجليزية)